# Wilhelm I av Braunschweig-Wolfenbüttel
Wilhelm I "den segerrike" av Braunschweig-Lüneburg-Wolfenbüttel, även kallad Wilhelm "den äldre" (på tyska Wilhelm "der Siegreiche" och Wilhelm "der Ältere"), född 1392, död 25 juli 1482 i Braunschweig, och begravd i Braunschweigs katedral. Han var hertig av Braunschweig-Lüneburg 1416-1482 samt regerande furste av Lüneburg och senare av Wolfenbüttel. Son till hertig Henrik den milde av Braunschweig-Lüneburg (död 1416) och Sofia av Pommern (död 1400/1406).

## Biografi
Hertig Wilhelm av Braunschweig-Lüneburg tillhörde det mellersta huset Braunschweig, en linje som grundats av hans far. Wilhelm delade efter faderns död 1416 upp de welfiska godsen mellan sig och yngre brodern Henrik. Fram till 1428 var Wilhelm furste av Lüneburg, men detta år bytte bröderna furstendöme med farbrodern Bernhard i Braunschweig. Bernhard grundade därmed det mellersta huset Lüneburg, det senare huset Hannover. Vid bytet 1428 tillföll även Kalenberg Braunschweigs nya herrar. Strax efter delade Wilhelm med brodern Henrik varvid Wilhelm erhöll Kalenberg och Henrik Wolfenbüttel. Till Wilhelm avträdde Otto "den enögde" linjen Göttingens besittningar, och 1473 ärvde Wilhelm brodern Henrik. Vid sin egen död 1482 efterträddes Wilhelm I av sönerna Wilhelm II och Fredrik.
Furstendömena Braunschweig och Lüneburg hade uppstått vid delningarna av hertigdömet Braunschweig-Lüneburg 1267 och 1269. Riksrättsligt förblev dock hertigdömet odelat varför alla furstar förde titeln hertig av (eller till) Braunschweig-Lüneburg. Då förhållandet till stadsbefolkningen i Braunschweig blev alltmer spänt flyttade linjen Braunschweig 1432 sitt säte till Wolfenbüttel, vars ort byggdes ut som residensstad. Wolfenbüttel gav namn åt detta delfurstendöme. Först vid mitten av 1700-talet förlades sätet återigen till Braunschweig.

## Äktenskap och barn
Wilhelm I gifte sig första gången i nuvarande Berlin 30 maj 1423 med Cecilia av Brandenburg (död 1449). Paret fick följande barn:
1. Wilhelm II av Braunschweig-Wolfenbüttel (1425/1426-1503), hertig av Braunschweig-Wolfenbüttel
2. Fredrik II av Braunschweig-Wolfenbüttel (död 6 mars 1495), hertig av Braunschweig-Calenberg 1482

Wilhelm I gifte om sig 1466 med Mathilda av Holstein-Schauenburg (död 1468). Paret fick följande barn:
1. Otto (1468-1471)

Därtill hade Wilhelm I med en Cecilia en illegitim dotter Sofia som blev nunna i Marienau.